# Robert Lansing (minister)
Robert Lansing (17 oktober 1864 – 30 oktober 1928) was een Amerikaanse advocaat en diplomaat.
Lansing was Raadsman van het Amerikaanse Ministerie van Buitenlandse Zaken ten tijde van het uitbreken van de Eerste Wereldoorlog. Daarna was hij de 42ste minister van Buitenlandse Zaken onder president Woodrow Wilson van 1915 tot 1920. Als conservatieve Democraat was hij een sterke voorstander van democratie en van de rol van de Verenigde Staten bij het vestigen van internationaal recht. Hij was een fel tegenstander van de Duitse autocratie en het Russische bolsjewisme.
Vóór de betrokkenheid van de VS in de oorlog pleitte Lansing krachtig voor vrijheid van de zeeën en de rechten van neutrale landen. Later pleitte hij voor de Amerikaanse deelname aan de Eerste Wereldoorlog, onderhandelde hij het Lansing-Ishii-Akkoord met Japan in 1917 en was hij lid van de zogeheten Amerikaanse Commissie voor het Onderhandelen van Vrede in Parijs in 1919. Wilson maakte echter Kolonel Edward House zijn belangrijkste adviseur op het gebied van buitenlands beleid, omdat Lansing privé tegen een groot deel van het Verdrag van Versailles was. Bovendien was hij sceptisch over het Wilsoniaanse principe van zelfbeschikking.
Na zijn termijn als minister pakte hij zijn werk als advocaat weer op. Hij stierf in New York op 30 oktober 1928 en is begraven op Brookside Cemetery in Watertown, New York.
Jefferson ·
Randolph ·
Pickering ·
Marshall ·
Madison ·
Smith ·
Monroe ·
Adams ·
Clay ·
Van Buren ·
Livingston ·
McLane ·
Forsyth ·
Webster ·
Upshur ·
Calhoun ·
Buchanan ·
Clayton ·
Webster ·
Everett ·
Marcy ·
Cass ·
Black ·
Seward ·
Washburne ·
Fish ·
Evarts ·
Blaine ·
Frelinghuysen ·
Bayard ·
Blaine ·
Foster ·
Gresham ·
Olney ·
Sherman ·
Day ·
Hay ·
Root ·
Bacon ·
Knox ·
Bryan ·
Lansing ·
Colby ·
Hughes ·
Kellogg ·
Stimson ·
Hull ·
Stettinius ·
Byrnes ·
Marshall ·
Acheson ·
Dulles ·
Herter ·
Rusk ·
Rogers ·
Kissinger ·
Vance ·
Muskie ·
Haig ·
Shultz ·
Baker ·
Eagleburger ·
Christopher ·
Albright ·
Powell ·
Rice ·
Clinton ·
Kerry ·
Tillerson ·
Pompeo ·
Blinken